# Un per a totes
Un per a totes (títol original: The Sisterhood of the Traveling Pants) és una pel·lícula estatunidenca dirigida per Ken Kwapis. És l'adaptació d'una de les novel·les de la sèrie Quatre noies i uns texans escrita per Ann Brashares. Ha estat doblada al català.

## Argument
Lena, Carmen, Bridget i Tibby es coneixen des que eren molt joves. En efecte, les seves quatre mares feien juntes cursos reservats a dones embarassades. Així, les quatre heroïnes són amigues des de sempre. Encara no han passat mai un estiu separades, però aquest estiu serà diferent. Lena marxa amb la seva família, a Grècia, on coneixerà Kostos, jove encantador que sacsejarà la seva vida. Carmen marxa a veure el seu pare, però el que no sap, és que es tornarà a casar amb una dona que té ja dos fills. Bridget va a un camp de futbol, esport per al qual és extremadament dotada, i s'encapritxarà d'Eric... l'entrenador. Finalment, Tibby es quedarà sola a Bethesda, lloc de residència de les quatre adolescents. Mentre Treballa com a caixera, coneix Bailey, un noi de 12 anys que la trastocarà.

## Repartiment
- Amber Tamblyn: Tibby Tomko-Rollins
- Alexis Bledel: Lena Kaligaris
- America Ferrera: Carmen Lowell
- Blake Lively: Bridget Vreeland
- Jenna Boyd: Bailey
- Bradley Whitford: Al
- Nancy Travis: Lydia Rodman
- Rachel Ticotin: Cristina Lowell
- Mike Vogel: Eric
- Michael Rady: Kostos
- Leonardo Nam: Brian McBrian
- Maria Konstandarou: Yaya
- George Touliatos: Papou
- Kyle Schmid: Paul Rodman
- Emily Tennant: Krista Rodman
- Jacqueline Stewart: Mare de Lena
- Sarah-Jane Redmond: Mare de Tibby
- Ernie Lively: Pare de Bridget
- Kendall Cross: Mare de Bridget
- Beverley Elliot: Roberta

## Crítica
"Apreciable intent d'oferir als adolescents alguna cosa diferent al que generalment estan (mal)acostumats en una pantalla de cinema."